# Nuevo Jerusalén, Ocozocoautla de Espinosa
Nuevo Jerusalén är en ort i Mexiko.   Den ligger i kommunen Ocozocoautla de Espinosa och delstaten Chiapas, i den sydöstra delen av landet, 700 km öster om huvudstaden Mexico City. Nuevo Jerusalén ligger 888 meter över havet och antalet invånare är 116.
Terrängen runt Nuevo Jerusalén är lite bergig. Runt Nuevo Jerusalén är det ganska glesbefolkat, med 40 invånare per kvadratkilometer. Närmaste större samhälle är Las Pimientas, 3,0 km öster om Nuevo Jerusalén. I omgivningarna runt Nuevo Jerusalén växer i huvudsak städsegrön lövskog.